# Memoriál Jaroslava Švarce
Memoriál Jaroslava Švarce (zkratkou MJŠ) je turistický dálkový pochod konaný každoročně ve Velkém Újezdě od roku 1969. Je organizován Klubem českých turistů (odborem Haná, oddílem TJ Sokol Velký Újezd) a městysem Velký Újezd. Pořádá se na počest Jaroslava Švarce, místního rodáka, československého vojáka a příslušníka výsadku Tin. Akce je svým způsobem unikátní, žádný jiný padlý československý parašutista (včetně Jana Kubiše a Jozefa Gabčíka) totiž takovou formu vzpomínky nemá.

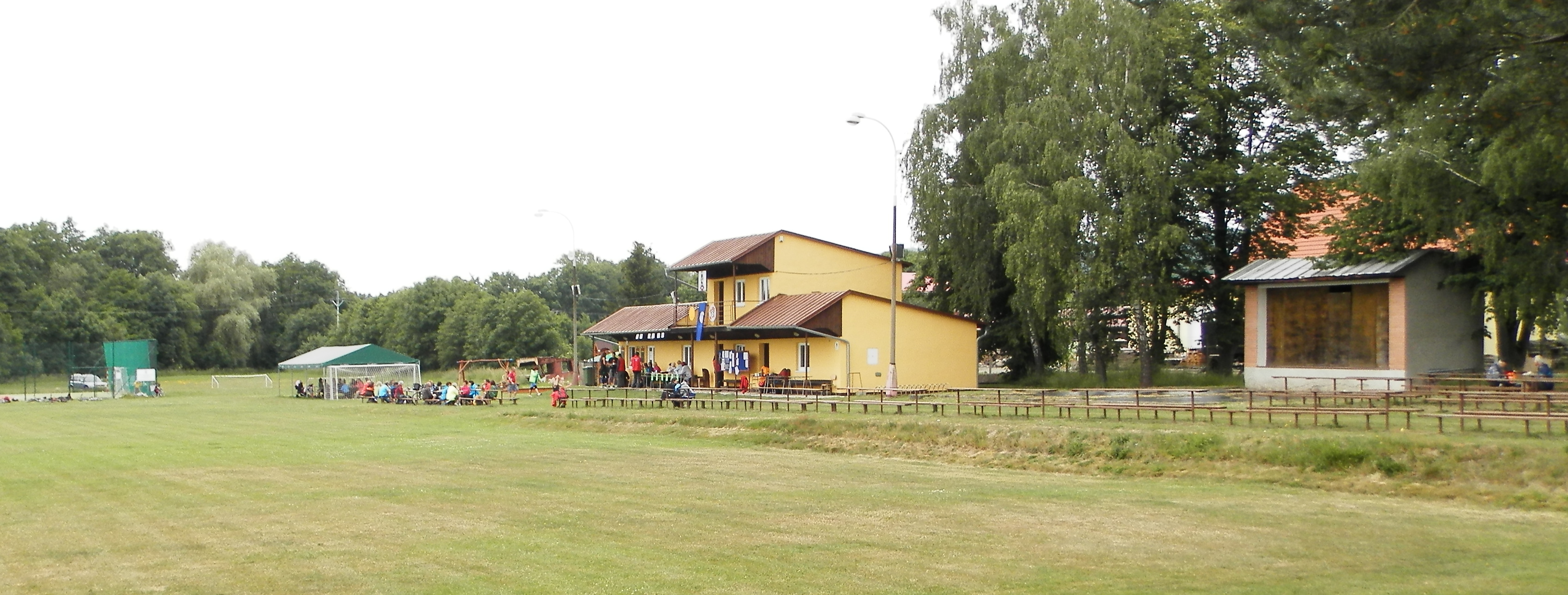
Start a cíl pochodu na hřišti TJ Sokol

## Historie

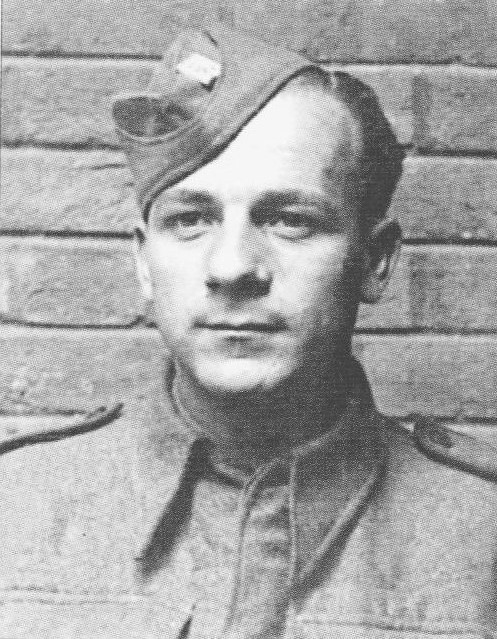
Jaroslav Švarc

První ročník, pořádaný ještě pod jménem Kolem Velkého Újezda, byl zorganizován 21. června 1969, necelých pět měsíců po ustanovení odboru turistiky při TJ Sokol Velký Újezd. Zúčastnilo se jej 19 turistů na 25 a 50kilometrové trase. V roce 1971 (3. ročník) byla akce přejmenována na Memoriál Jaroslava Švarce, což jí zůstalo do současnosti. Proč došlo ke změně názvu, není přesně známo, ale podle vzpomínek pamětníků to byla snaha nezapomenout v této době na významnost osobnosti Jaroslava Švarce, o něhož tehdejší doba neprojevovala žádný zájem. Několika prvních ročníků se zúčastnily i sestry Jaroslava Švarce, Libuše Hovězáková a Anna Čížková.

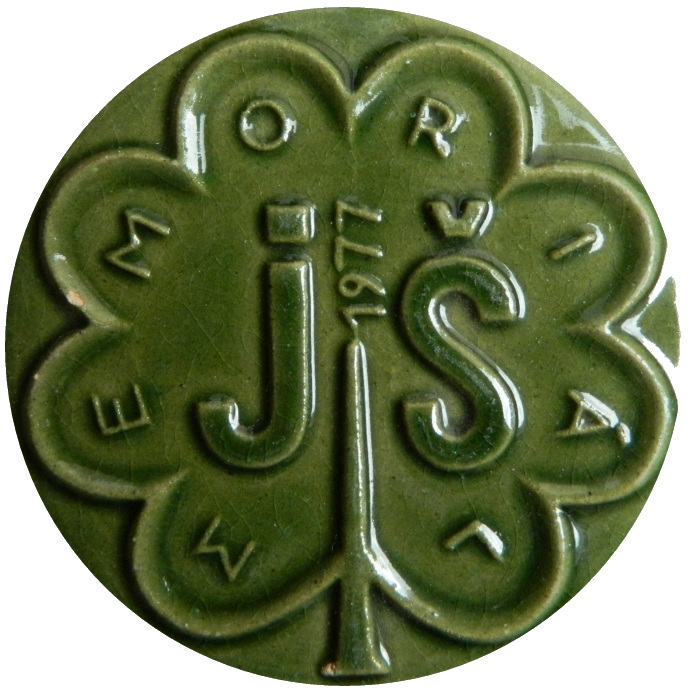
Medaile z roku 1977

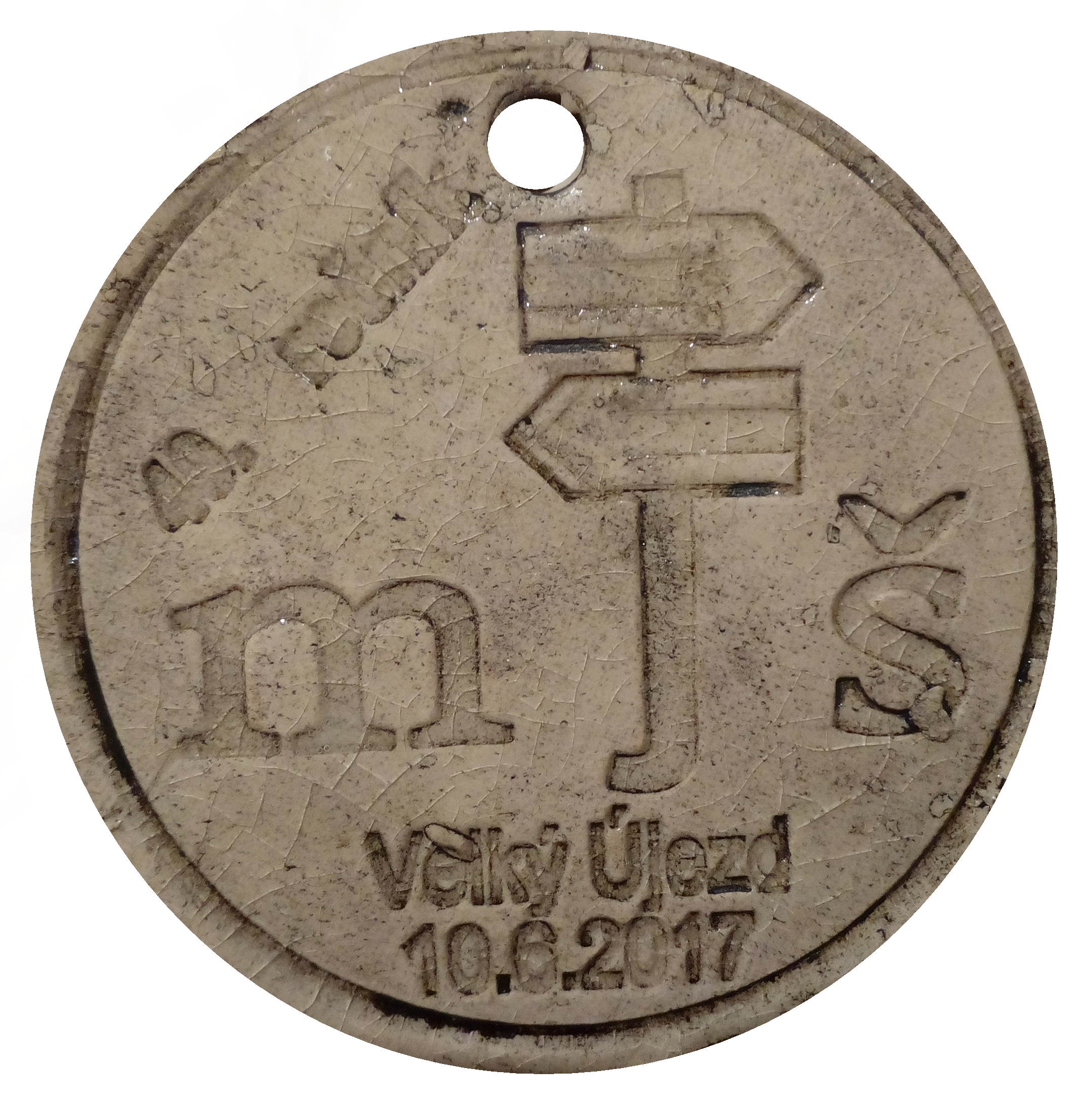
Medaile z roku 2017

Prvních devět ročníků nabízel pochod dvě trasy – 25 a 50 km. První změna přišla v roce 1978, kdy byla výjimečně přidána trasa na 100 km (která se za celou historii memoriálu šla jen pětkrát – při příležitosti 10., 20., 25., 30. a 50. ročníku) a také dálkový běh na 25 km (ten se pořádal pouze pětkrát, kromě roku 1978 ještě v rozmezí let 1980–1983). V roce 1979 se objevila trasa 15 km, jež s přestávkou 1981–1983 fungovala až do roku 1998, kdy byla vystřídána 18kilometrovou, následně 17kilometrovou trasou. V roce 1988 začala i 35kilometrová trasa, která s přestávkami 1992 a 1997–2003 funguje doteď. V roce 2000 byla přidána nejkratší, 6km trasa, a v roce 2019 ještě 10km trasa.
V prvních ročnících vedly trasy směrem na jih od Velkého Újezda – přes Zákřov, Tršice či Daskabát. Od roku 1992 účastníci putují vojenským prostorem Libavá k pramenu řeky Odry, na delších trasách potom od roku 2000 přes Slavkov, Peklo, Radíkov, Kunzov či Uhřínov.
Nejvyšší návštěvnost zaznamenal 8. ročník (1976), jejž se zúčastnilo 539 turistů. Z novodobé historie se rekordu přiblížil 43. ročník (2011), který díky akci Eurorando přilákal 515 účastníků. Průměrná účast (1969–2021) činí 306 turistů. Nejstarším účastníkem všech dob byl Mojmír Sukeník z Háje ve Slezsku (86 let), nejvzdálenějšími účastníky Raymond Tomek a Sebastian Carr (oba z USA).
V počátečních ročnících byla v cíli pro všechny připravena v kuchyni JZD dršťková a gulášová polévka, kterou vařily kuchařky družstva v čele s paní Marií Chamlarovou. Oblíbené bylo také promítání filmů z dřívějších ročníků memoriálu v kinosále, které točil Břetislav Heger a promítal Jaroslav Kraus.
Do roku 1989 se startovalo od újezdské sokolovny, poté byl start i cíl přesunut k hřišti TJ Sokol. V letech 2018–2019 se výjimečně startovalo od sokolovny.
V letech 2013–2015 byl MJŠ součástí akce Vystup na svůj vrchol, trasa pochodu byla proto mírně pozměněna a zavedla turisty na Fidlův kopec, nejvyšší vrchol Oderských vrchů.
V roce 2022 (54. ročník) byly výjimečně pozměněny některé trasy, a to včetně jejich délek (17 km → 14 km; 25 km → 22 km; 35 km → 33 km). Důvodem byla uzavřená cesta k pramenu Odry kvůli jiné akci. Trasa do Kozlova tak byla odkloněna přes Rakovou boudu.

### Hlavní organizace
- Jaroslav Bican (1969–2011)
- Miroslav Dobisík (2012–dosud)

## Účast
| Ročník | Datum       | Celkem | 100 km | 50 km | 35/33 km | 30 km | 25/22 km | běh 25 km | 18/17/15/14 km | 10 km | 6 km |
| ------ | ----------- | ------ | ------ | ----- | -------- | ----- | -------- | --------- | -------------- | ----- | ---- |
| 1.     | 21. 6. 1969 | 19     |        | 9     |          |       | 10       |           |                |       |      |
| 2.     | 20. 6. 1970 | 59     |        | 16    |          |       | 43       |           |                |       |      |
| 3.     | 26. 6. 1971 | 142    |        | 68    |          |       | 74       |           |                |       |      |
| 4.     | 24. 6. 1972 | 186    |        | 87    |          |       | 99       |           |                |       |      |
| 5.     | 23. 6. 1973 | 246    |        | 112   |          |       | 134      |           |                |       |      |
| 6.     | 22. 6. 1974 | 437    |        | 171   |          |       | 266      |           |                |       |      |
| 7.     | 14. 6. 1975 | 428    |        | 95    |          |       | 333      |           |                |       |      |
| 8.     | 19. 6. 1976 | 539    |        | 132   |          |       | 407      |           |                |       |      |
| 9.     | 17. 9. 1977 | 302    |        | 66    |          |       | 236      |           |                |       |      |
| 10.    | 24. 6. 1978 | 517    | 40     | 108   |          |       | 330      | 39        |                |       |      |
| 11.    | 23. 6. 1979 | 375    |        | 80    |          |       | 223      |           | 72             |       |      |
| 12.    | 17. 5. 1980 | 528    |        | 61    |          |       | 292      | 40        | 135            |       |      |
| 13.    | 20. 6. 1981 | 415    |        | 34    |          |       | 305      | 76        |                |       |      |
| 14.    | 19. 6. 1982 | 459    |        | 54    |          |       | 329      | 76        |                |       |      |
| 15.    | 18. 6. 1983 | 380    |        | 48    |          |       | 244      | 88        |                |       |      |
| 16.    | 16. 6. 1984 | 316    |        | 52    |          |       | 148      |           | 116            |       |      |
| 17.    | 15. 6. 1985 | 216    |        | 27    |          |       | 145      |           | 44             |       |      |
| 18.    | 14. 6. 1986 | 246    |        | 23    |          |       | 105      |           | 118            |       |      |
| 19.    | 20. 6. 1987 | 260    |        | 27    |          |       | 96       |           | 137            |       |      |
| 20.    | 18. 6. 1988 | 514    | 24     | 31    | 35       |       | 163      |           | 261            |       |      |
| 21.    | 17. 6. 1989 | 265    |        | 29    | 20       |       | 82       |           | 134            |       |      |
| 22.    | 16. 6. 1990 | 265    |        | 47    | 20       |       | 71       |           | 127            |       |      |
| 23.    | 15. 6. 1991 | 176    |        | 21    | 18       |       | 42       |           | 95             |       |      |
| 24.    | 13. 6. 1992 | 252    |        | 37    |          |       | 63       |           | 152            |       |      |
| 25.    | 19. 6. 1993 | 365    | 20     | 34    | 17       |       | 61       |           | 233            |       |      |
| 26.    | 18. 6. 1994 | 260    |        | 24    | 24       |       | 23       |           | 189            |       |      |
| 27.    | 17. 6. 1995 | 274    |        | 22    | 12       |       | 36       |           | 204            |       |      |
| 28.    | 15. 6. 1996 | 196    |        | 21    | 4        |       | 32       |           | 139            |       |      |
| 29.    | 14. 6. 1997 | 211    |        | 30    |          |       | 21       |           | 160            |       |      |
| 30.    | 13. 6. 1998 | 125    | 8      | 20    |          |       | 11       |           | 86             |       |      |
| 31.    | 12. 6. 1999 | 169    |        | 19    |          | 6     |          |           | 144            |       |      |
| 32.    | 17. 6. 2000 | 304    |        | 23    |          |       | 68       |           | 158            |       | 55   |
| 33.    | 16. 6. 2001 | 342    |        | 23    |          |       | 61       |           | 207            |       | 51   |
| 34.    | 15. 6. 2002 | 361    |        | 27    |          |       | 71       |           | 203            |       | 60   |
| 35.    | 14. 6. 2003 | 312    |        | 20    |          |       | 63       |           | 155            |       | 74   |
| 36.    | 12. 6. 2004 | 277    |        | 15    | 10       |       | 76       |           | 140            |       | 36   |
| 37.    | 11. 6. 2005 | 311    |        | 13    | 11       |       | 42       |           | 186            |       | 59   |
| 38.    | 10. 6. 2006 | 333    |        | 16    | 14       |       | 81       |           | 164            |       | 58   |
| 39.    | 9. 6. 2007  | 394    |        | 15    | 14       |       | 84       |           | 205            |       | 76   |
| 40.    | 7. 6. 2008  | 412    |        | 14    | 8        |       | 84       |           | 213            |       | 93   |
| 41.    | 13. 6. 2009 | 354    |        | 13    | 5        |       | 47       |           | 233            |       | 56   |
| 42.    | 12. 6. 2010 | 357    |        | 8     | 13       |       | 38       |           | 253            |       | 45   |
| 43.    | 30. 4. 2011 | 515    |        | 20    | 3        |       | 66       |           | 266            |       | 162  |
| 44.    | 10. 6. 2012 | 273    |        | 12    | 12       |       | 15       |           | 147            |       | 87   |
| 45.    | 8. 6. 2013  | 393    |        | 7     | 14       |       | 42       |           | 209            |       | 121  |
| 46.    | 7. 6. 2014  | 371    |        | 12    | 13       |       | 43       |           | 204            |       | 99   |
| 47.    | 13. 6. 2015 | 283    |        | 10    | 11       |       | 30       |           | 166            |       | 68   |
| 48.    | 11. 6. 2016 | 299    |        | 5     | 15       |       | 39       |           | 170            |       | 70   |
| 49.    | 9. 6. 2017  | 137    |        | 1     | 16       |       | 20       |           | 64             |       | 36   |
| 50.    | 10. 6. 2018 | 401    | 5      | 19    | 18       |       | 54       |           | 186            |       | 119  |
| 51.    | 8. 6. 2019  | 311    |        | 6     | 7        |       | 63       |           | 122            | 46    | 67   |
| 52.    | 19. 9. 2020 | 180    |        | 7     | 14       |       | 20       |           | 65             | 49    | 25   |
| 53.    | 11. 9. 2021 | 201    |        | 1     | 6        |       | 19       |           | 73             | 71    | 31   |
| 54.    | 11. 6. 2022 | 264    |        | 5     | 15       |       | 45       |           | 95             | 61    | 43   |
| 55.    | 10. 6. 2023 | 379    |        | 10    | 3        |       | 56       |           | 101            | 176   | 33   |
| 56.    | 8. 6. 2024  | 283    |        | 16    | 7        |       | 48       |           | 114            | 79    | 19   |

## Současnost

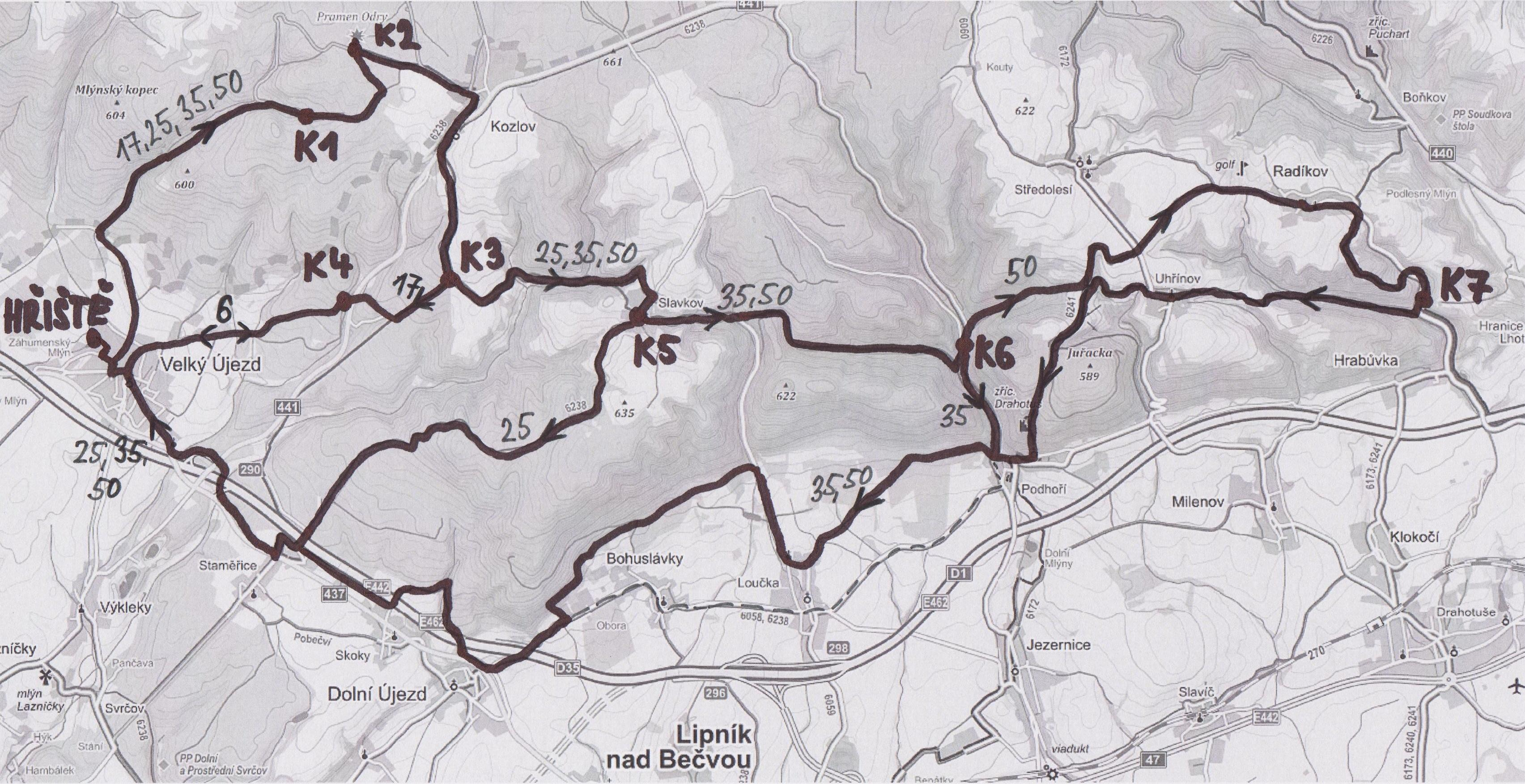
Plánek z let 2016–2018

MJŠ je pořádán standardně druhou červnovou sobotu za každého počasí (šestapadesátý ročník se bude konat 14. června 2025).
Startuje se na hřišti TJ Sokol ve Velkém Újezdě průběžně od 6.30 do 9.00 hodin, cíl pochodu je na témže místě nejpozději v 18 hodin.
Po registraci na startu každý obdrží popis své trasy s plánkem. Na trasách je celkem umístěno 7 stanovišť, která kontrolují průchod účastníka otisknutím razítka do plánku.
Značná část tras vede prostorem vojenského újezdu Libavá, který běžně není pro veřejnost přístupný.
Občerstvení je možné v prostorech startu a cíle, na nejvzdálenějších kontrolách a v restauračních zařízeních po cestě.
Startovné činí 50 Kč pro dospělé a 30 Kč pro děti do 15 let (pro členy KČT je sleva 10 Kč). Každý účastník je za svůj výkon odměněn pamětním listem a keramickou medailí.
| Délka | Kontroly               | Popis trasy |
| ----- | ---------------------- | --- |
| 6 km  | K4                     | Velký Újezd – Kyjanice – Velký Újezd |
| 10 km | K1, K4                 | Velký Újezd – Farářova louka (Mezihoří) – Kyjanice – Velký Újezd |
| 17 km | K1, K2, K3, K4         | Velký Újezd – Farářova louka (Mezihoří) – pramen Odry – Kozlov – Ranošov – Zákřovský Žalov – Kyjanice – Velký Újezd                                                                             |
| 25 km | K1, K2, K3, K5         | Velký Újezd – Farářova louka (Mezihoří) – pramen Odry – Kozlov – Ranošov – Slavkov – Staměřice - Velký Újezd                                                                                    |
| 35 km | K1, K2, K3, K5, K6     | Velký Újezd – Farářova louka (Mezihoří) – pramen Odry – Kozlov – Ranošov – Slavkov – Peklo – Podhoří – Loučka – Bohuslávky – Dolní Újezd – Staměřice – Velký Újezd                              |
| 50 km | K1, K2, K3, K5, K6, K7 | Velký Újezd – Farářova louka (Mezihoří) – pramen Odry – Kozlov – Ranošov – Slavkov – Peklo – Radíkov – Kunzov – Uhřínov – Podhoří – Loučka – Bohuslávky – Dolní Újezd – Staměřice – Velký Újezd |